# Ernesto Bondy Reyes
Ernesto Pablo Bondy Reyes (Tegucigalpa, 3 de julio de 1947), ingeniero y literato hondureño. Graduado de Ingeniero Agrícola (magna cum laude) en la Universidad Nacional Agraria La Molina en Lima, Perú, con maestría en Ciencias de Ingeniería en Estados Unidos y estudios de Derecho en Honduras, además de otros aprendizajes y cursos abiertos de literatura en la Universidad Andina Simón Bolívar en Quito. Ha vivido en Honduras, Perú, Estados Unidos, Ecuador y Bolivia.

## Profesión
Luego de treinta años ejerciendo su profesión con los sectores público y privado y organismos internacionales, como docente universitario, viceministro de Agricultura, viceministro de Ambiente y en diversos cargos públicos ministeriales, principalmente en aspectos relacionados con el desarrollo de los recursos naturales y la ingeniería rural, durante el presente siglo entra en el mundo de las letras con diversas publicaciones literarias en diarios y revistas nacionales (Faces, Galatea, Vida y El Heraldo), la publicación de varios libros y la participación en diversas Antologías nacionales e internacionales.
Casado con tres hijos y ocho nietos, viajero, motociclista, pintor, caminante, vitralero y otros.

## Literatura
En mayo de 2015 se incorpora como académico de número, de la Academia Hondureña de la Lengua, después de leer el trabajo de investigación "La falta de cifras en la literatura hondureña", siendo también incorporado por la RAE como Académico Correspondiente.
Ganador del "Premio Nacional de Literatura Ramón Rosa 2020".
Es autor de siete (7) libros. Tres de cuentos con relatos de realismo mágico: “La Mujer Fea y el Restaurador de Obras” (1999) y 1 reedición (2021), “Viaje de retorno, hasta Sabina” (2001) y “De ninfas, sabores y desamores” (2003), y dos novelas de intriga y ficción Caribe Cocaine (Ediciones: Letra Negra, 2006 y EB 2007), El lado rojo del puente. Nacaome Aktion (Editorial Libros en Red, 2015) y "Crónicas de Mauricio Babilonia" (2021).

## Reconocimientos
- 2011 - Segundo Lugar en Cuento. Flor de Plata. Juegos Florales de Santa Rosa de Copán, XXVI Edición, SRC, Honduras.
- 2016 - Premio "Extra" Entretenimiento, categoría Literatura, XVIII Edición. Tegucigalpa, Honduras.
- 2017 - Premio Único en Concurso Cuentos Inéditos Rafael Eliodoro Valle, Diario El Heraldo, Tegucigalpa. Honduras.
- 2019 - Primer Lugar en Cuento. Juegos Florales de Santa Rosa de Copán, XXXIII Edición.
- 2022 - Premio Nacional de Literatura Ramón Rosa 2022. Tegucigalpa, Honduras.

## Libros (Cuento y Novela)
- La mujer fea y el restaurador de obras (1999) ISBN 99926-20-15-3
- Viaje de retorno, hasta Sabina (2001) ISBN 99926-609-5-3
- De ninfas, sabores y desamores (2003) ISBN 99926-40-54-5
- Caribe Cocaine (2006, novela de intriga ficción) ISBN 978-99926-38-21-7
- La mitad roja del puente. Nacaome Aktion (2015, novela de intriga ficción, eBook y papel) ISBN 976-1-62915-372-4
- La mujer fea y el restaurador de obras (1 Reedición, 2021) ISBN 978-1-62915-478-7
- Crónicas de Mauricio Babilonia (2021, Editoriales socio políticos) ISBN 978-1-62915-475-6

## Portadas
|nombre             = Ernesto Bondy Reyes
|Imagen             = Autor Ernesto Bondy.JPG
|tamañoimagen       = 125px
|TextoImagen        = Ernesto Bondy